# Acasta flexuosa
Acasta flexuosa is een zeepokkensoort uit de familie van de Archaeobalanidae.